# Гормагали
Гормагали (груз. გორმაღალი) — село в Грузии, на территории Самтредского муниципалитета края (мхаре) Имеретия.

## География
Село находится в западной части Грузии, на правом берегу реки Хевисцкали, на расстоянии приблизительно 10 километров (по прямой) к югу от города Самтредиа, административного центра муниципалитета. Абсолютная высота — 166 метров над уровнем моря.

## Население
По результатам официальной переписи населения 2014 года, в Гормагали проживало 420 человек (201 мужчина и 219 женщин). В национальной структуре населения грузины составляли 99,8 %, русские — 0,2 %.
| Год  | Население, человек |
| ---- | ------------------ |
| 2002 | 210                |
| 2014 | ↗ 420              |